# Елізабетта Сірані
Елізабетта Сірані (8 січня 1638 — 28 серпня 1665) — італійська художниця та гравер епохи бароко, яка померла за нез'ясованих обставин у віці 27 років. Вона була однією з перших жінок-художниць у ранньомодерній Болоньї, яка стала успішною художницею, створюючи публічні вівтарі, а також картини на приватне замовлення.

## Життя
Елізабетта Сірані народилася в Болоньї 8 січня 1638 року як перша з чотирьох дітей Маргарити та Джованні Андреа Сірані. Джованні був торговцем мистецтвом і художником Болонської школи, був улюбленим помічником Гвідо Рені. За життя він створив небагато робіт; натомість він взяв на себе роботу вчителя Рені та став майстром першої школи життя, що проводилася в домі Етторе Гіслієрі.
Сірані спочатку навчалася як художник у майстерні свого батька. Є дані про те, що Джованні спочатку не схильний мати свою дочку як учня, але вона все-таки підняла його техніку і стала одним із найвідоміших художників Болоньї. Мистецький біограф Карло Чезаре Мальвазія, особистий знайомий родини Сірані, визнав собі заслугу у визнанні таланту Елізабетти та переконав її батька навчити її художниці, хоча це, ймовірно, було самозвеличенням.
Біографія Сірані включена до двотомника Malvasia Felsina pittrice: vite de'pittori bolognesi, або Життя болонських художників, вперше опублікованого в 1678 році. Вона представлена в ньому як втілення болонського генія, і Мальвазія дуже пишається його (передбачуваним) внеском у її ранню кар'єру. Протягом усього часу він хвалить оригінальність її композицій, її стиль малювання, її швидку манеру роботи та її професіоналізм, протиставляючи її Лавінії Фонтані, ранній болонській художниці, яку він описує як боязку.
Встановлюючи свій стиль живопису, Сірані вивчала роботи Аннібале Карраччі, Лоренцо Пазінеллі, Десублео, Сімоне Кантаріні та Чіньяні. Разом з технікою її початкова освіта включала нариси біблійної історії та легенд про святих, а також класичну міфологію. Сірані отримала своє перше замовлення в підлітковому віці, Хрещення Христа, яке було супутнім твором до раніше виконаної картини її батька на Кампо Санто в Болоньї. Вона також зналася на музиці, одна з причин того, що її зять був музикантом. За словами деяких вчених, мистецька репутація Сірані незабаром затьмарила і її батька, і її двох сестер, які також були художниками. До 1654 року Джованні Андреа Сірані стала недієздатною подагрою, тому Елізабетта почала проводити майстерню своєї родини. На той момент вона була основним годувальником сім'ї, утримуючи сім'ю своїми гонорарами за викладання та замовленнями портретів. Її студія була дуже успішною, частково завдяки прогресивній атмосфері Болоньї, де жінок-художниць приймали та відзначали.

## Смерть
Сірані раптово померла в серпні 1665 року в Болоньї. Її смерть вважалася підозрілою, і служниця, Люсія Толомеллі, була звинувачена в отруєнні художника та виступі на суд. Підозра впала на Толомеллі, оскільки вона попросила припинити свою службу сім'ї лише за кілька днів до смерті Сірані. Джованні Андреа Сірані зняв звинувачення незабаром після судового розгляду. Лаура Регг коментує, що Сірані померла у «віці, який вважався дійсно молодим для смерті, але безнадійно пізнім для шлюбу». Мальвазія пояснила свою смерть любовною хворобою, оскільки Сірані так і не вийшла заміж. Справжньою причиною її смерті, швидше за все, був початок перитоніту після розриву пептичної виразки. Можливо, це було результатом сильного стресу, якому вона піддалася після того, як їй доручили забезпечувати всю свою сім'ю.

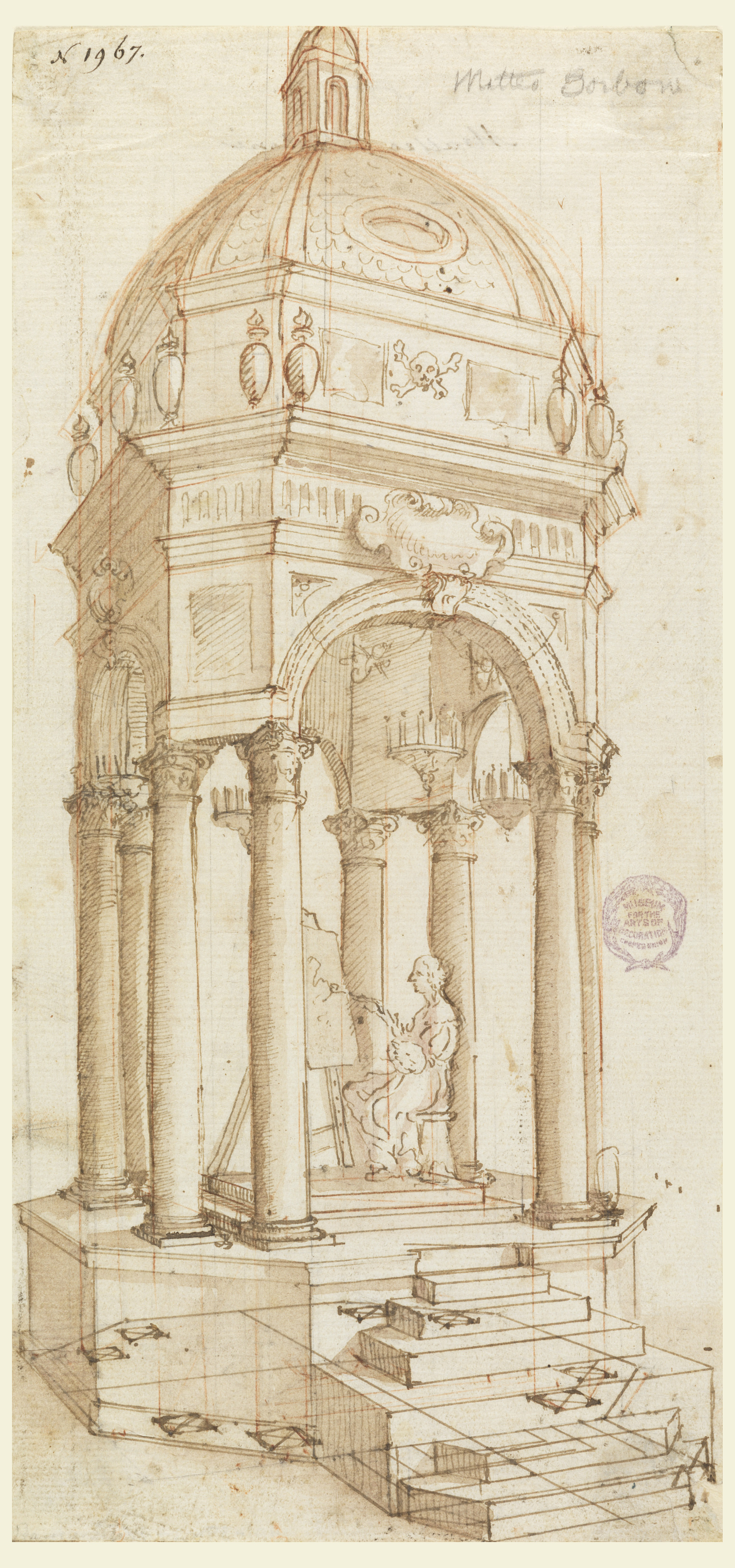
Катафалк Елізабетти Сірані, 1665 рік

Сірані було влаштовано складний похорон, який включав величезний катафалк зі скульптурою художниці в натуральну величину (ілюстрованою в біографії Мальвазії), промови та музику, складену на її честь найвидатнішими громадянами Болоньї, і вона була похована в базиліці Сан-Доменіко, Болонья, в тій же гробниці, що й вчитель її батька Гвідо Рені. Публічні похорони Сірані розглядаються деякими, включаючи Лауру Регг, як хвалу Болоньї, місту, яке народило Сірані, яку її сучасники вважали передчасною та плідною художницею. Сірані була описана поетом як Оплакуваний Пензель. Мальвазія припускає, що це було не отруєння, а стан, який спонтанно виник в організмі «жвавої та бадьорої жінки, яка до найвищої міри приховувала її потяг до, можливо, бажаного чоловіка, якому їй відмовив її батько». Тодішній міський чиновник написав, що «її оплакують усі. Дами, особливо чиїм портретам вона лестила, не можуть мовчати з цього приводу. Справді, це велике нещастя втратити такого великого митця таким дивним чином». Показовий і вишуканий похорон, який вона отримала, відображає високу повагу, яку мали її сучасники, і справді її міжнародну славу.

## Учні
Елізабетта Сірані була не тільки продовжувачем майстерні свого батька, вона також була великим учителем багатьох, особливо сприяючи розвитку жінок-художниць у період Відродження. Вона навчила кілька чоловіків і жінок-митців, в тому числі своїх молодших сестер Барбару і Анну Марію і щонайменше дванадцять інших молодих жінок у створеній нею школі. Це стала першою школою живопису для жінок у Європі за межами монастиря, і вона була інклюзивною незалежно від художніх та соціальних зв'язків жінок.
Серед її учнів були Вероніка Фонтана, пізніше відома у всій Італії як першокласний гравер по дереву; Катерина Пеполі та Maria Elena Panzacchi, яка також зробила мистецьку кар'єру в Болоньї; Камелія Лантері та Лукреція Форні, які спеціалізувалися на великих релігійних картинах; і Veronica Franchi, чия пристрасть була до міфологічних сюжетів. Ще однією ученицею була Лукреція Скарфалья. Нарешті, була Джиневра Кантофолі, яку протягом своєї кар'єри представляли як ворога та суперника Сірані.

## Роботи

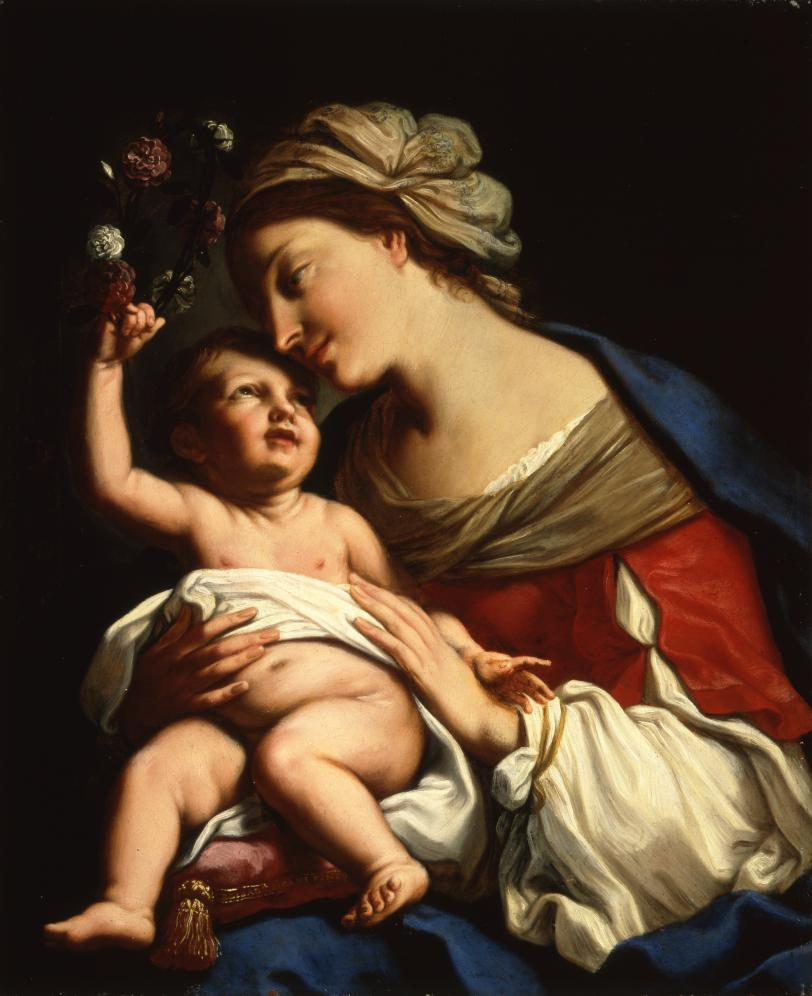
Діва та немовля, 1663 р. у Національному музеї жінок у мистецтві, Вашингтон, округ Колумбія

Сірані створила понад 200 картин, 15 офортів і сотні малюнків, що робить її надзвичайно плідною художницею, особливо враховуючи її ранню смерть. Із цих сотень малюнків приблизно чверть стосується відомих фарб чи гравюр, виконаних Сірані. Вона вела ретельний список і записи своїх картин і того, хто їх замовив, починаючи з 1655 року, що записано в біографії Мальвазії. Крім того, багато її картин підписані, яка не була звичайною практикою серед її колег -чоловіків. Цілком можливо, що вона вирішила зробити це, щоб уникнути її роботи з батьком. Її підпис також запропонував спосіб подальшого довести свої повноваження винаходу, які, за словами Енн Сазерленд Гарріс, відрізняли її від інших італійських художниць. Виняткова майстерність Сірані була результатом того, як швидко вона малювала. Вона намалювала стільки робіт, що багато хто сумнівався, чи все вона написала сама. Щоб спростувати такі звинувачення, вона запросила своїх обвинувачів 13 травня 1664 року подивитися, як вона малює портрет за один присід.
Її роботи охоплюють ряд тем, включаючи історичні та біблійні оповіді, алегорії та портрети, на яких часто зображені жінки. Сірані була першою жінкою-художницею в Болоньї, яка спеціалізувалась на історичному живописі, і багато жінок-художників, яких навчала Сірані, наслідували її приклад. Спеціалізація Сірані на історичному живописі сильно відрізняється від інших художниць того часу, які зазвичай писали лише натюрморти. Вона отримала своє перше велике державне замовлення 28 лютого 1657 року у віці дев'ятнадцяти років в Болоньї від Даніеле Гранки, настоятеля декартової церкви Чертоза-ді-Болонья.

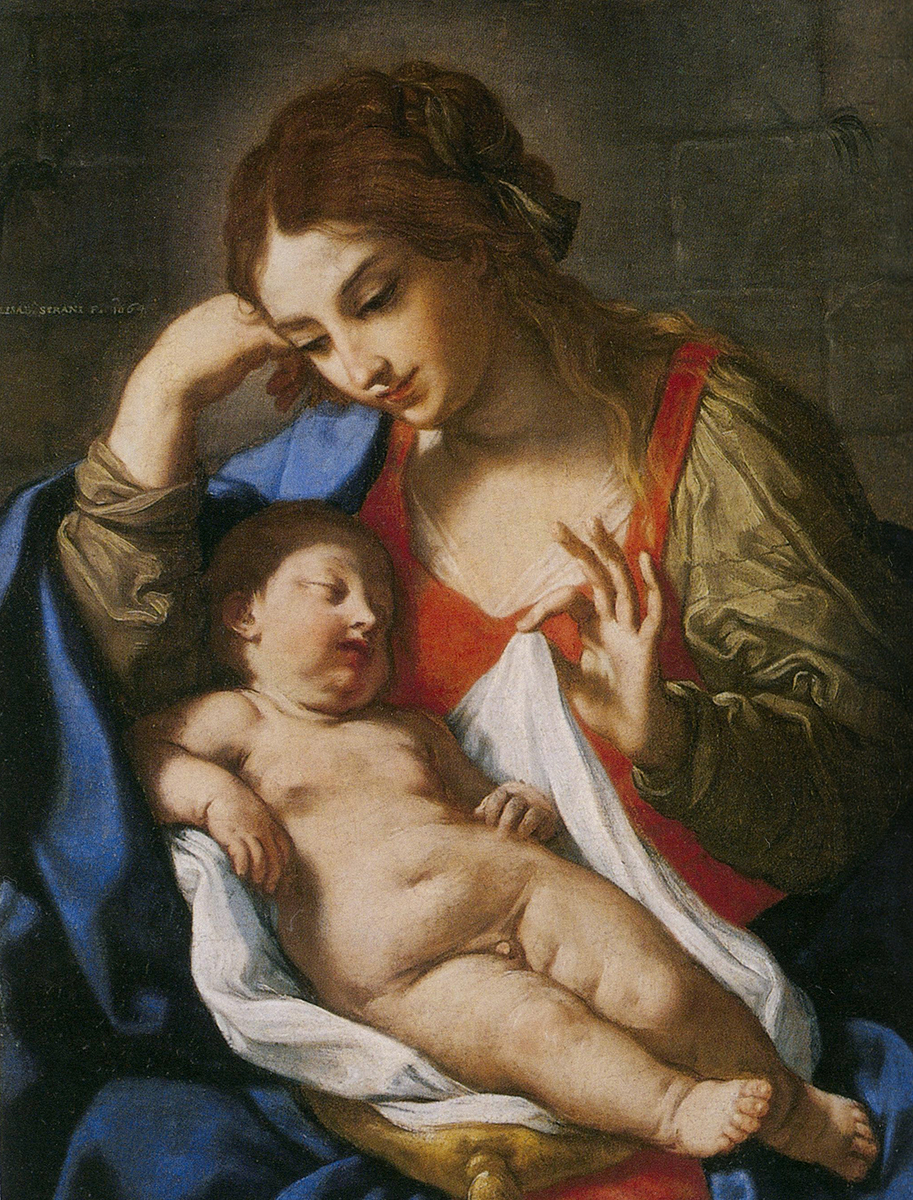
Мадонна споглядає немовля Ісуса, полотно, олія, 85 х 69 см, 1664 р.

Вона написала принаймні 13 публічних вівтарів, включаючи Хрещення Христа в Чертозі ді Болонья 1658 року. Близько 1660 року вона почала зосереджуватися на невеликих релігійних зображеннях, зокрема на Богородиці з немовлям і Святим Сімейством, які були надзвичайно популярні серед приватних колекціонерів. Її покровителями були кардинали, королі, принци, герцоги, купці та вчені з Болоньї та всієї Європи. Сірані стала знаменитістю у своєму місті, оскільки відвідувачі, такі як дипломати, політичні лідери та дворяни, приходили до її студії, щоб спостерігати за її роботою.
Стиль Сіирані близький до стилю вчителя її батька, Гвідо Рені, але Сірані використовувала більш різкі контрасти світла і тіні, віртуозні мазки і більш яскравий колір. Більше подібностей її робіт можна знайти в ескізах Лудовіко Карраччі, Джованні Франческо Барб'єрі (Герчіно) та Сімоне Кантаріні (Бон). Її вражаючі образи жіночих героїнь, таких як Порція, що ранить стегно, можна порівняти з роботами Артемізії Джентілескі. Сірані часто вибирала для своїх картин менш відомі теми, а її унікальна інтерпретація іконографії викликала похвалу багатьох сучасників. «Сірані робила малюнки різноманітними носіями, такими як пензель і малюнок, перо та чорнило з малюнком, чорна крейда, червона крейда та комбінація обох». Її малюнки, виконані різними засобами, як правило, пером, пензлем і тушшю, демонструють такий же блиск, як і її картини, часто швидко виконані з тим, що Мальвазія описує як «безтурботність».
Сірані вдалося порушити візуальні гендерні умовності, згідно з якими портретний живопис був очікуваним жанром для художниць. Замість цього вона перетворила формат алегоричний, який вимагає інтерпретації роботи з боку спостерігача. Сірані заснувала багато своїх алегорій на описах Чезаре Ріпи з його «Іконології», опублікованої в 1611 році. Деякі з її улюблених тем включали грецьку та римську міфологію, міфологічні персонажі та поезію Горація.
Художниці того часу не часто намагалися зобразити чоловічу наготу, оскільки вони не хотіли демонструвати відсутність досвіду малювання з натури (практика, якої зазвичай їм відмовляли). Вони усвідомлювали сприятливий вплив, який включення такого предмета може мати на їхню репутацію. Якщо зображували оголеного чоловіка, це зазвичай робилося в релігійному контексті, наприклад, багато зображень Ісуса Христа. Іншим прикладом є композиція "Десять тисяч розп'ятих мучеників, яка рясніє оголеними чоловічими фігурами. Хоча робота Сірані підпадає під цю релігійну категорію оголеного чоловіка, вона демонструє сильне відчуття індивідуальності.

### Юдіф і Олоферн, з. 1660-ті роки

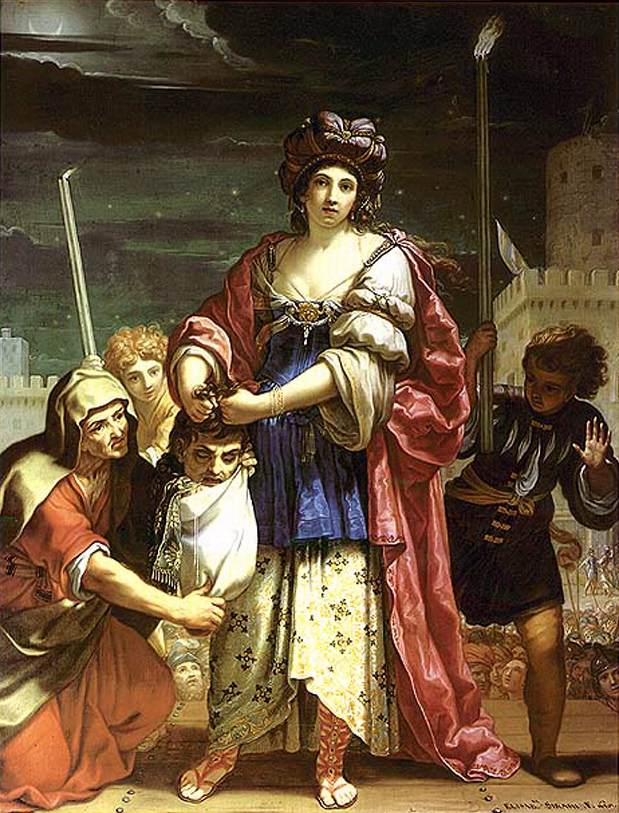
Юдіф з головою Олоферна

Тема Юдіф є популярною для художників XVII століття, і навіть до і після. Кількість жінок, які закінчують та вивчають картини історії, зросла в цей час. Це було особливо поширеним для тих, хто мав батьків, які виключно вивчали розпис історії, або в основному цю тему. Елізабетта Сірані не була винятком, адже її батько вивчав і викладав історію живопису. У виконанні Сірані Джудіт є вершиною фігури, що створює класичну трикутну композицію, що нагадує епоху Відродження. Служниця Джудіт стара і дряхла, допомагає Юдіф нести голову Олоферна. Сірані зображує Юдіф у нічний час, піддавшись глядачеві своїм актом вбивства. Цю картину порівнюють із картиною Джентілескі «Юдіф, що вбиває Олоферна» 1620 року, яку часто вважали насильницькою. Обидва представляють Джудіт як сильну фігуру, хоча Сірані ієрархічно сягає верхньої частини картини. Тоді як Джентілескі зображує служницю в повній змові з Юдіф, Сірані зображує менш активну служницю, підкреслюючи таким чином силу Юдіф.
В інших інтерпретаціях Юдіф і Олоферна Сірані Юдіф раніше холодна і лагідна. Її лють полягає в тому, що вона вбиває Олоферна, а не в її особі або рухах всередині композиції. У кожній із версій Сірані Юдіф не дивиться на відрубану голову Олоферна. Замість того, щоб бути рішучою та залученою, як Юдіф Джентілескі, вона радше красива жінка, яку слід розглядати та оцінювати. Цей факт і порівняння з Джентілескі доводить, що основна жіночність картин не має нічого спільного, крім того факту, що обидві вони були створені жінками. Феміністські історики мистецтва спостерігали це як приклад того, як жінки-художниці стоять самі по собі та відрізняються одна від одної.

### Святий Антоній Падуанський, 1662

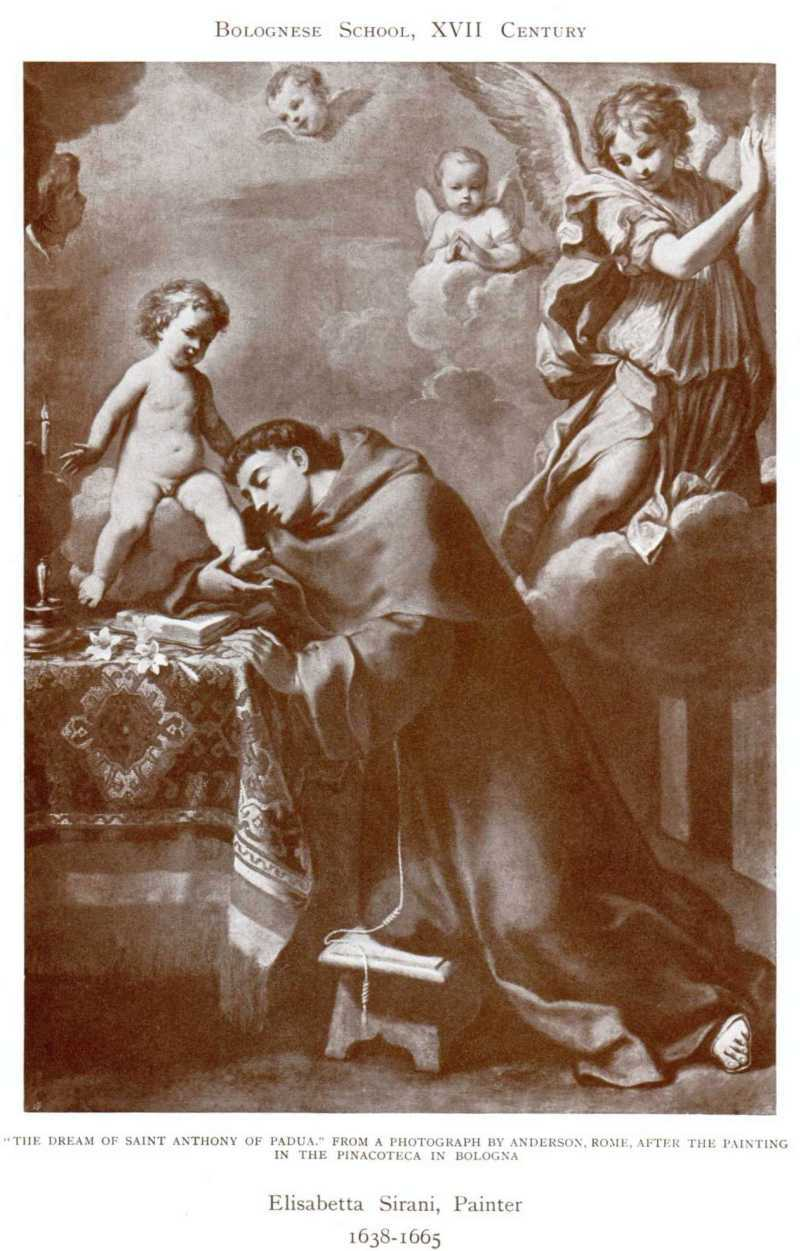
Святий Антоній Падуанський, 1662, Пінокотека, Болонья, Італія

Ця картина висить у Пінакотеці в Болоньї біля роботи Гвідо Рені. Молодий святий, який зазвичай зображується як аскетичний мрійник, тут бачиться на колінах як дітолюб. Небесні діти намальовані сутністю земного захоплення, яке деякі вчені вважають, як ніколи раніше не робилося. Композиція має діагональну спрямованість, яка сильно контрастує з іншими картинами в тій же галереї. Її замовив ювелір Джованні Баттіста Кремонезе.

### Порція ранить стегно, 1664

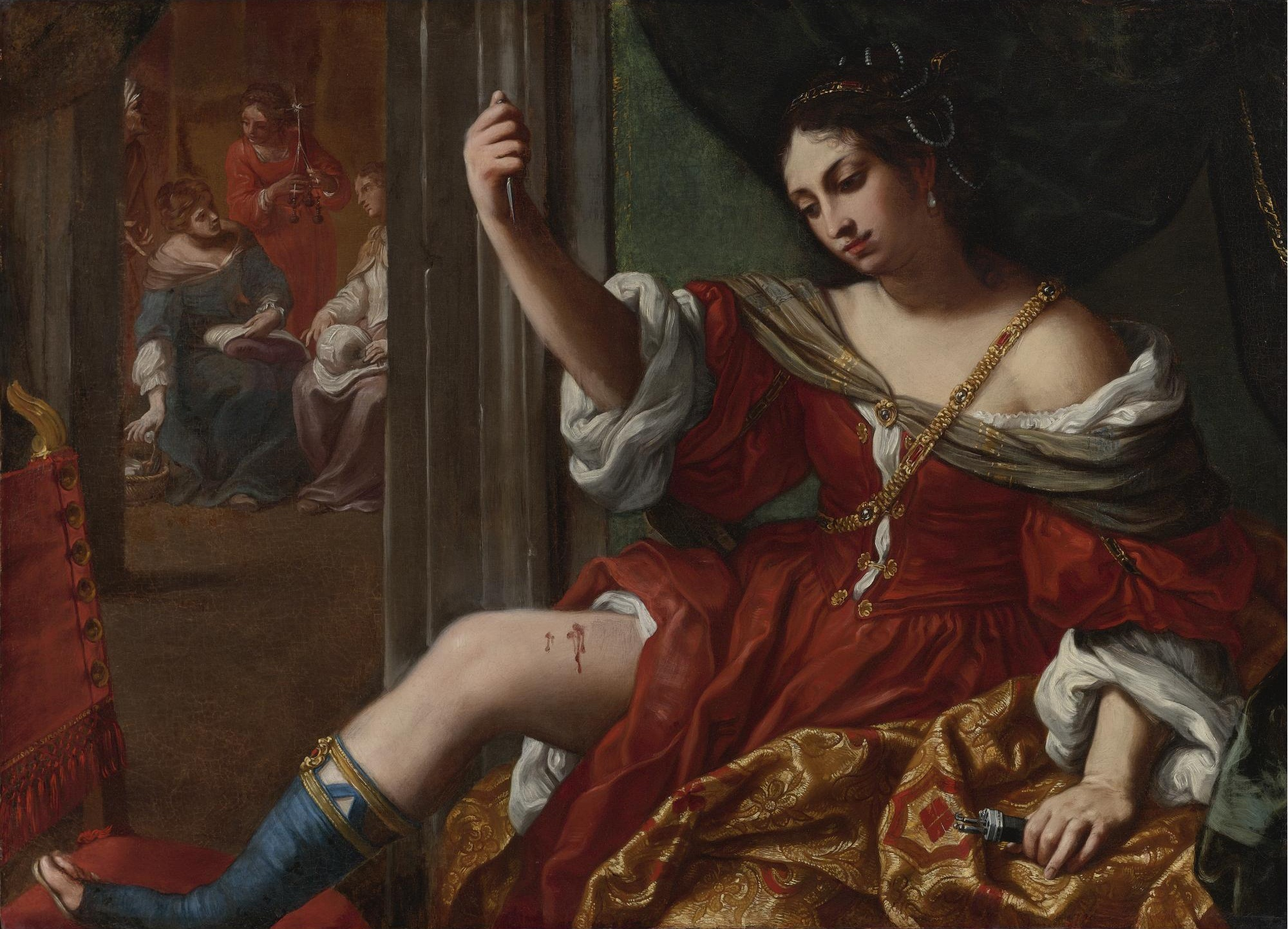
Порція поранила стегно, 1664 р. у Collezioni d'Arte e di Storia della Фондаціоне Карізбо, Болонья

Цю картину часто розуміють із феміністичної точки зору. Зображення складається з похмурого фону та великої Порції, одягненої в червоне, з ножем над уже скривавленим оголеним стегном. Багато вчених-феміністів розглядають це як образ вольової жінки.[джерело?] Згідно з Плутархом, першим оповідачем історії про те, як Порція поранила собі стегно, Порція завдала собі великої шкоди, щоб довести своєму чоловікові Бруту, що вона може розділити його тягарі та таємниці. Ідея полягала в тому, щоб переконати чоловіка у своїй силі волі.[джерело?] Однак сучасні вчені розмірковують про те, що цей образ може бути не таким феміністичним у своєму посланні, як інтерпретують інші. Сучасні вчені стверджують, що необхідність самокалічення, щоб довести силу волі жінки, щоб отримати доступ до думок чоловіка, ставить під сумнів таке феміністичне прочитання.[джерело?] Більш того, садомазохістська сексуальність прихована в оголеному стегні Порції, розхристаному халаті, занесеному ножі та її головному уборі у вигляді змії. Сімнадцяте століття був сповнений похмурих, сексуальних, жорстоких і тривожних образів,[джерело?] тому не дивно, що Сірані обрала важку, закриту атмосферу з похмурим освітленням і багатими кольорами. Цей спосіб репрезентації відображає її вчителя, Гвідо Рені, на противагу Артемізії Джентілескі, чию роботу часто протиставляють роботі Сірані.[джерело?]У цій картині Сірані  ідеологію Рені, тоді як роботи Джентілескі часто порушували це.

## У масовій культурі
Про Сірані згадується в книзі Джуді Чикаго The Dinner Party.
У 1994 році кратер на планеті Венера був названий на честь Сірані.
Картина Сірані «Діва та немовля» 1663 року, яка зараз перебуває в колекції Національного музею жінок у мистецтві у Вашингтоні, округ Колумбія, була обрана для серії різдвяних марок Поштової служби Сполучених Штатів у жовтні 1994 року. Це була перша робота жінки — митця, обрана для серії.
Її Іродіада з головою Іоанна Хрестителя зображена на обкладинці альбому None So Vile канадського технічного дез-метал-гурту Cryptopsy 1996 року.

## Галерея

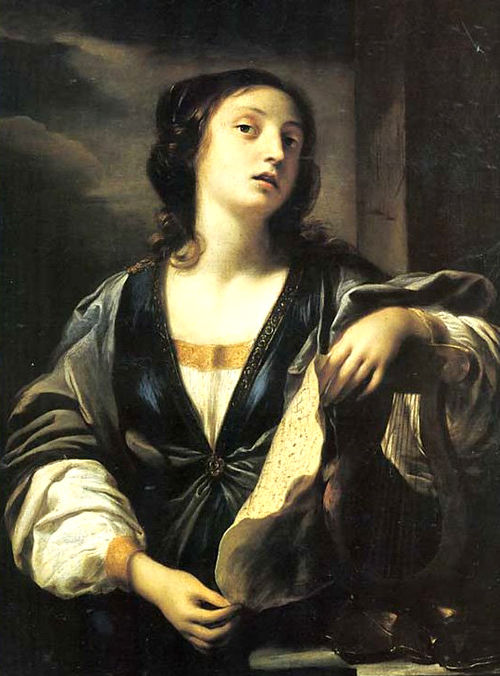
Алегорія музики, 1659
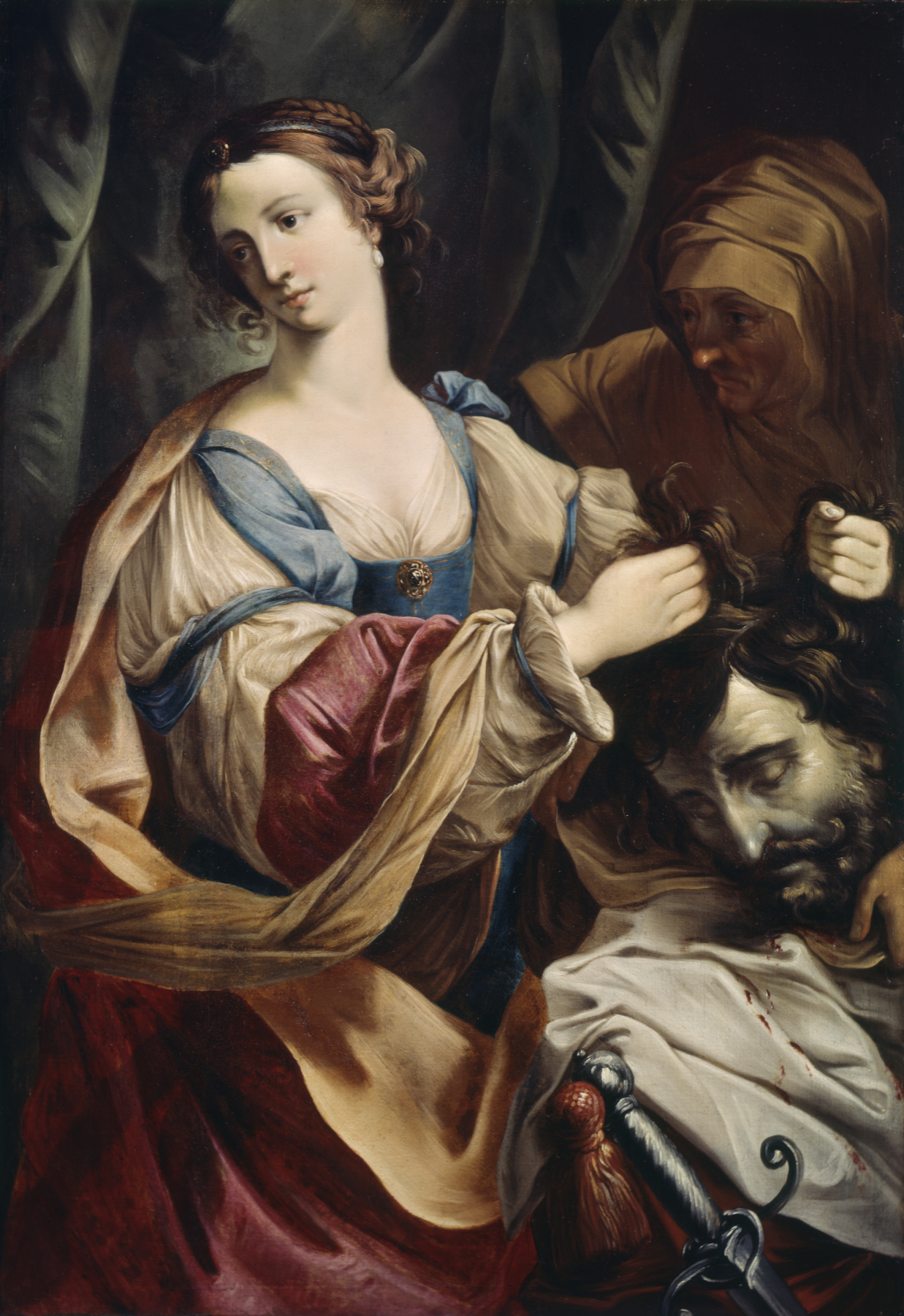
Юдіф із головою Олоферна
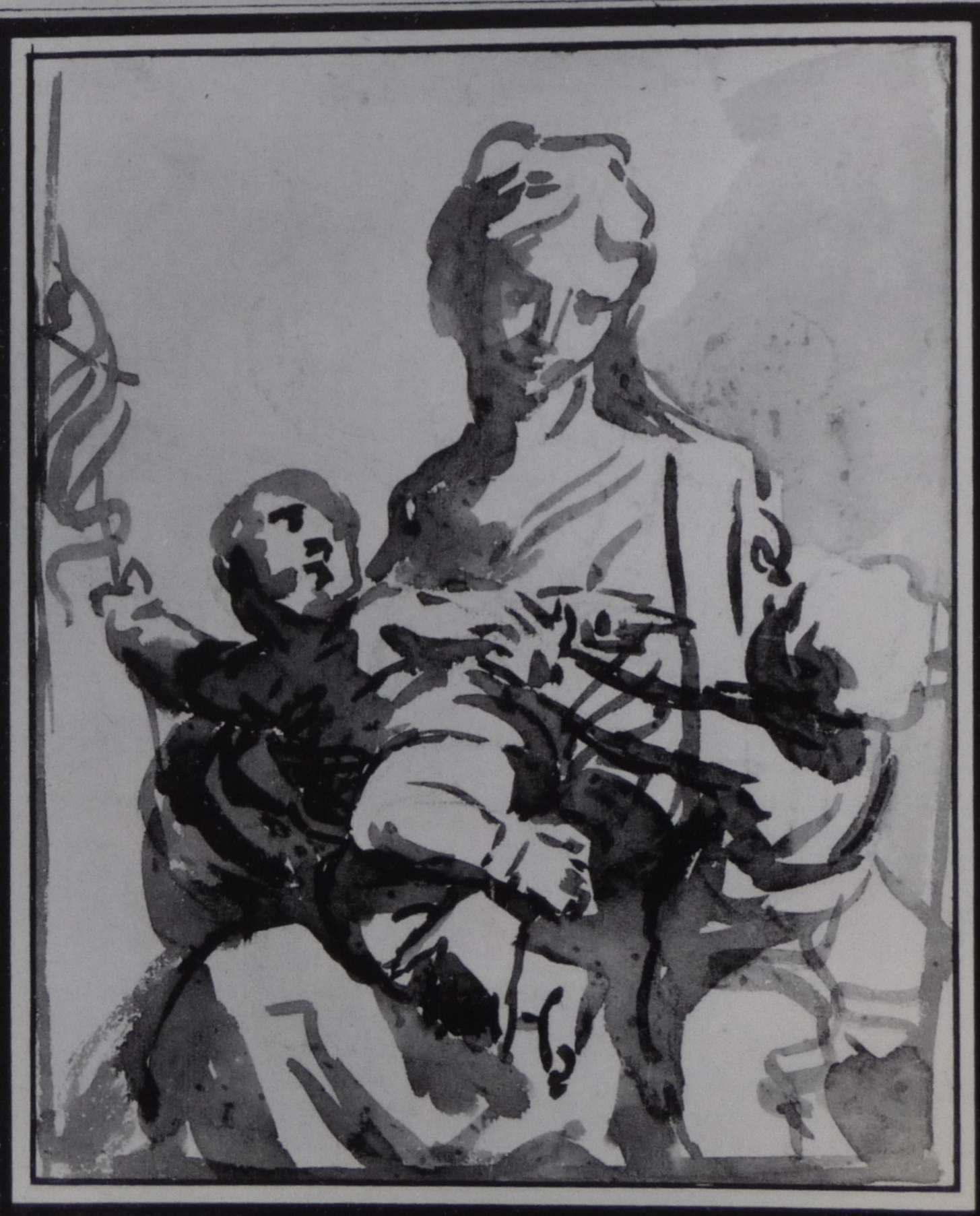
Богородиця з немовлям, чорнило і миття на папері
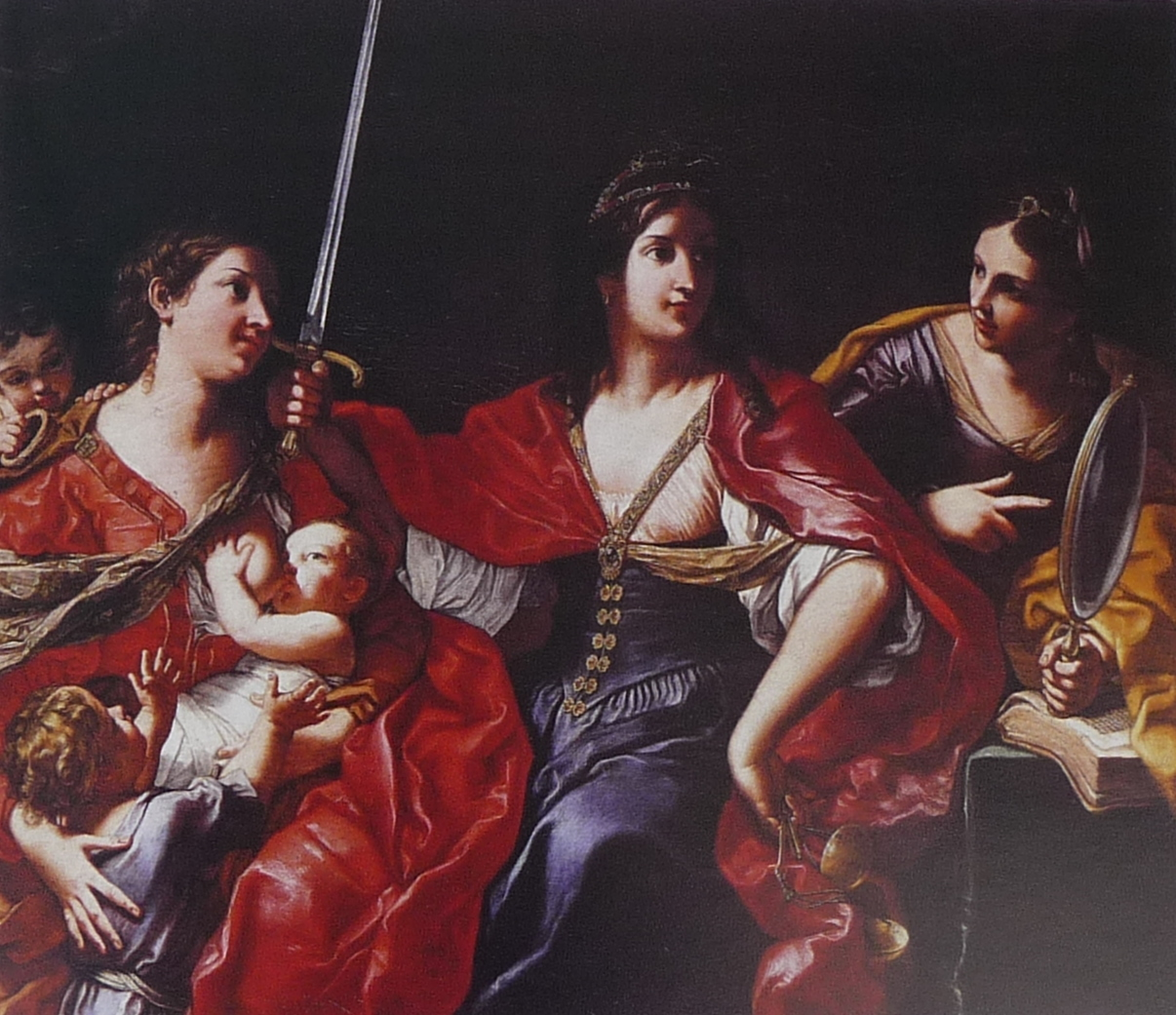
Алегорія справедливості, милосердя та розсудливості, 1664
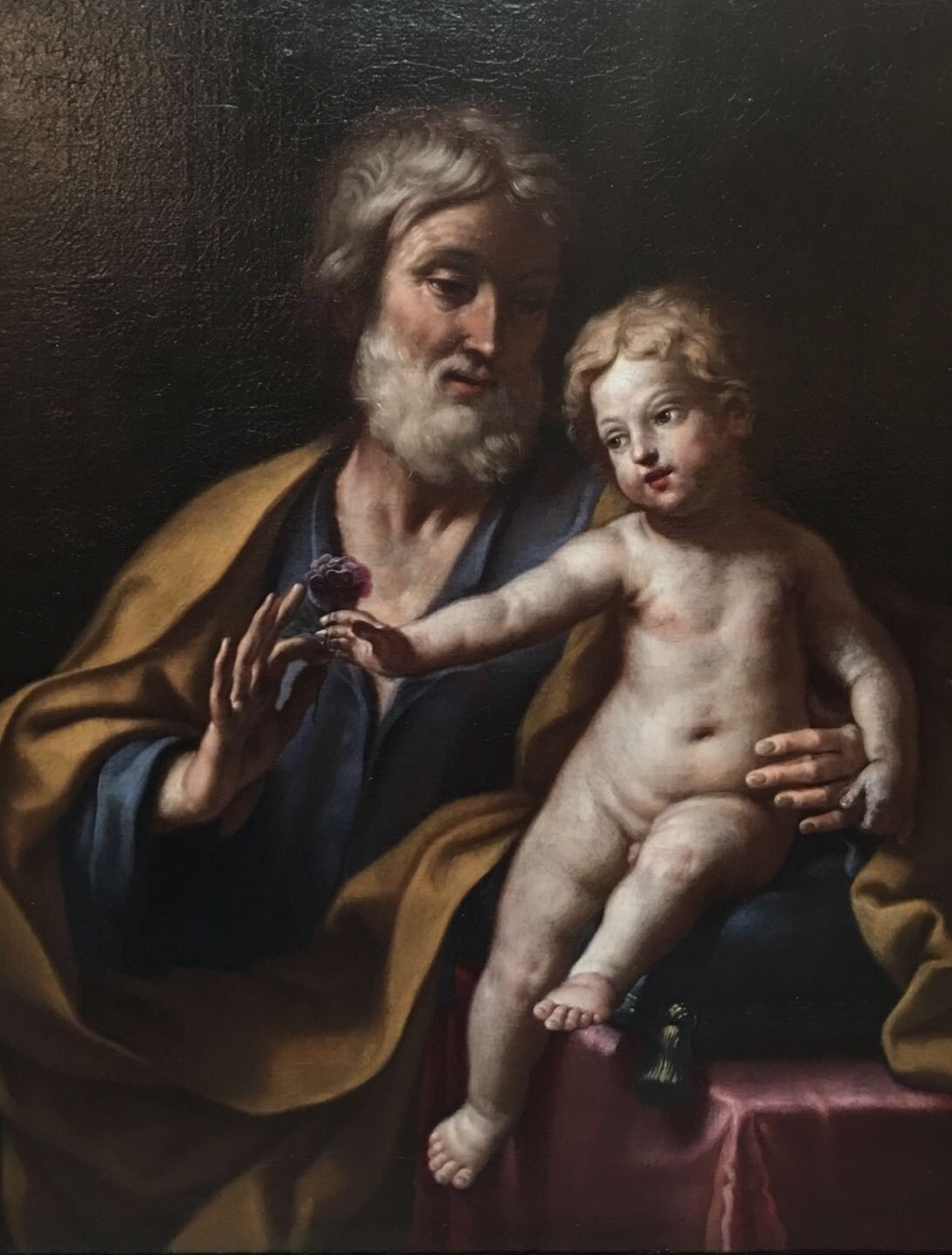
Св. Йосип із дитятком Ісусом, бл. 1662 рік
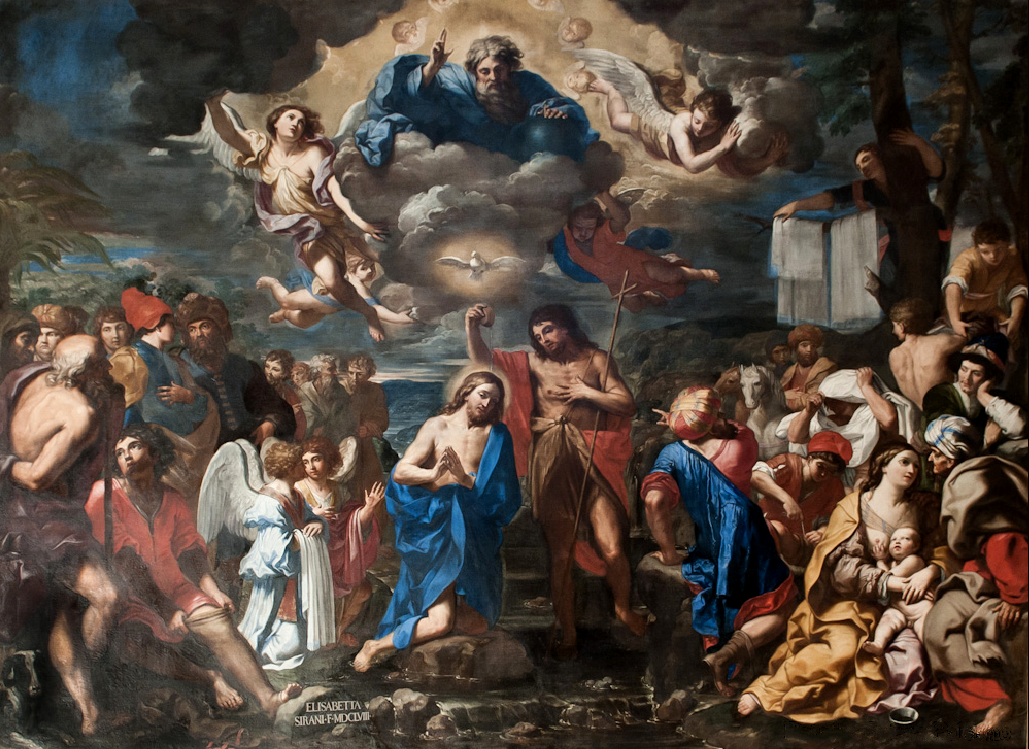
Хрещення Христове, 1658 рік
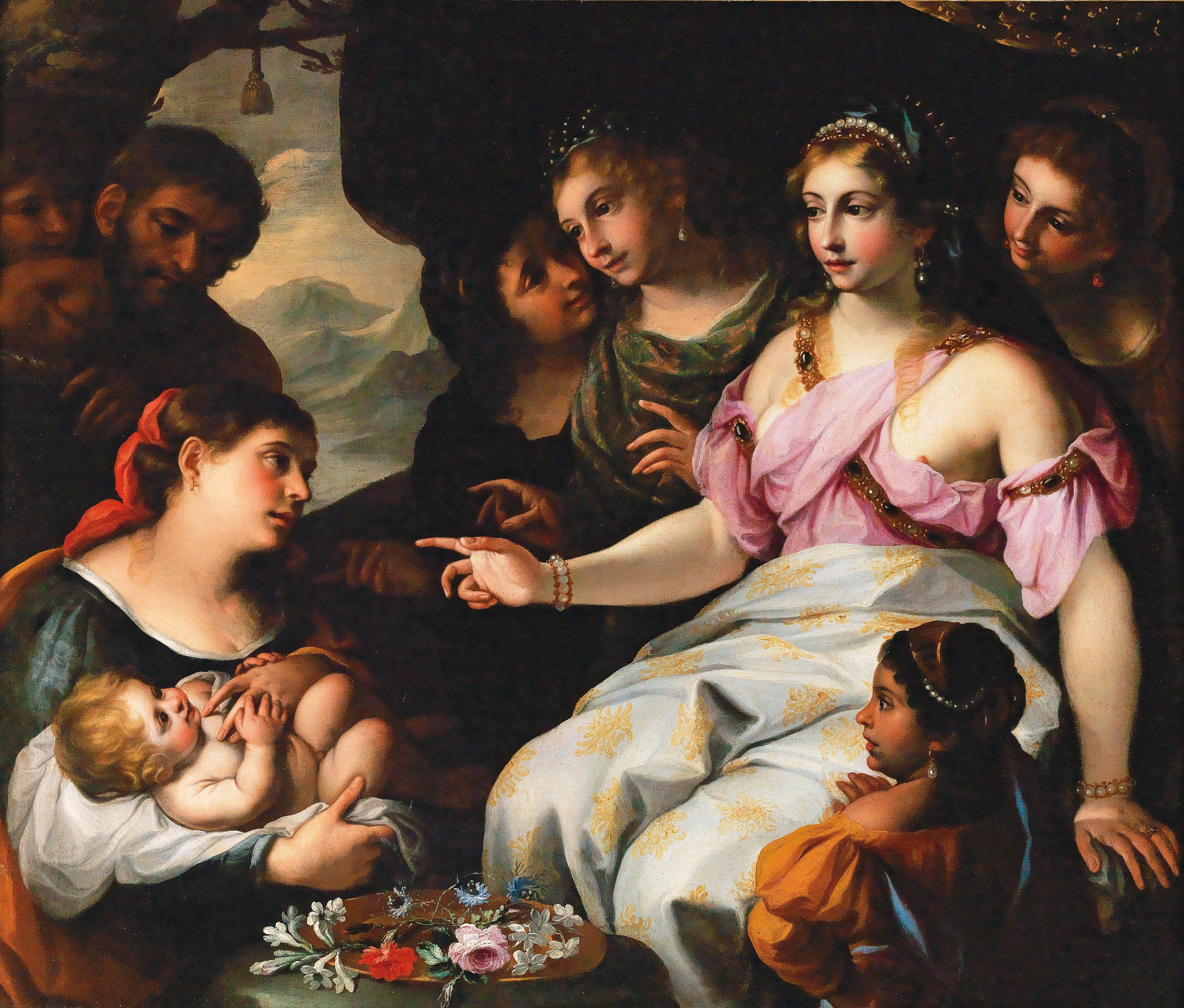
Знайдення Мойсея, 1665 рік
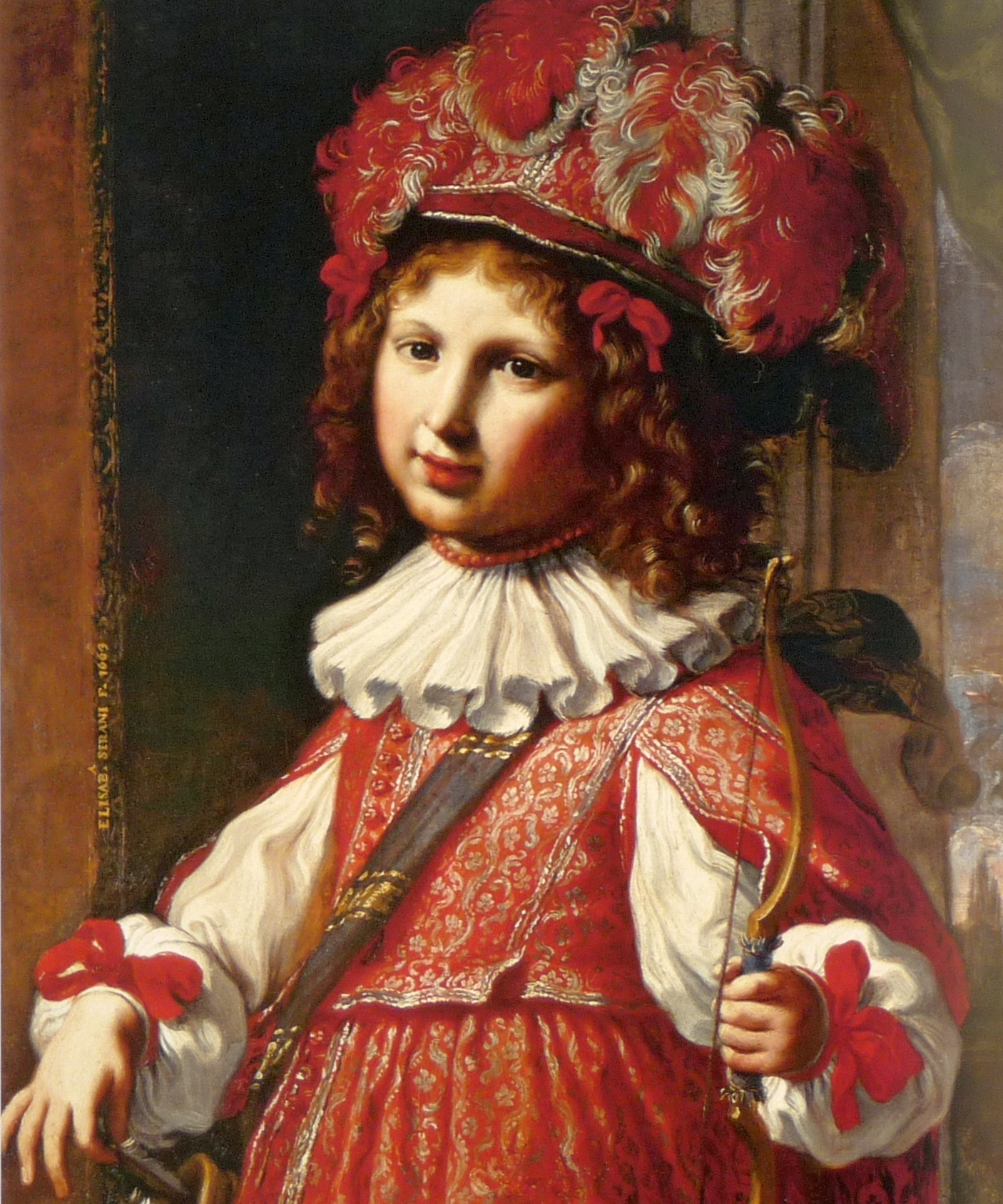
Портрет Вінченцо Фердинандо Рануцці в образі Амора, 1663 рік
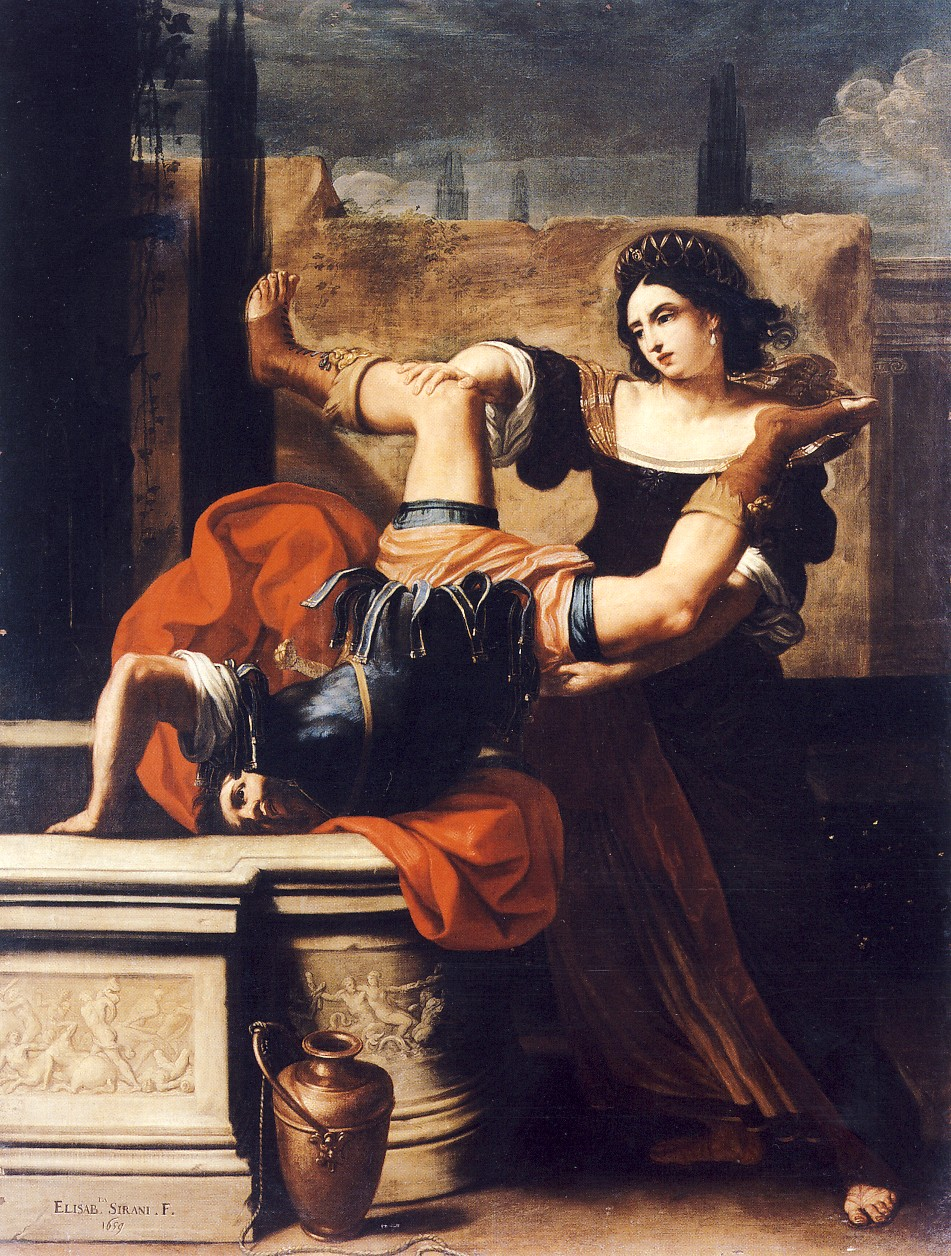
Тимоклея вбиває капітана Олександра Македонського, 1659 рік